# Kajetán Novák
Kajetán Novák (30. června 1863 Chocerady – 25. října 1944 Plzeň) byl český učitel, spisovatel, básník, autor her pro ochotníky.

## Život
Otec Kajetána byl kupec Josef Novák, matka Marie rozená Štěpánková.
Kajetán působil jako učitel, byl ředitelem kůru v Čisté u Rakovníka, členem výboru spolku Václav tamtéž (1904–1905) a místosbormistrem pěvecko-hudebního spolku Vítězslav Novák v Rakovníku (1928).
Jeho práce se objevovaly mj. v časopisech Malý čtenář, Máj, Besedy lidu. Používal pseudonym Pavel Štěpánek.

## Dílo[4]

### Próza
- Dětské střevíčky: povídka – in: Malý čtenář: 1896–1897, s. 170–171
- Spor živlů: povídka – in: Malý čtenář: 1898–1899, s. 130–131
- Na palubě Lincolna – in: Máj: 1910, č. 17
- Za klidných večerů: sbírka zábavných prací pro mládež – Rakovník: vlastním nákladem, 1914

### Poezie
- Půjčka: báseň – in: Besedy lidu: 1898. č. 1, s. 3
- Sbírka epických básní [poctěno fondem Julia Zeyera při České Akademii věd a umění]

### Drama
- Za nesmrtelností: veselohra
- Akcionáři: veselohra
- Král jerusalemský: veselohra
- Přerušený klid: veselohra
- Sestry
- Kořist

### Jiné
- Z mladých snů: almanach 1881 – uspořádali Stanislav Mráz a Kajetán Novák